# Balsi Chand Kundu
Balsi Chand Kundu (1905 - ?) fue un algólogo y botánico hindú, que se desempeñó hasta profesor emérito, en el Botanical Survey of India.
Obtuvo su Ph.D. en la Universidad de Leeds.

## Honores
- Miewmbro electo de la Sociedad Linneana de Londres.

- La abreviatura «Kundu» se emplea para indicar a Balsi Chand Kundu como autoridad en la descripción y clasificación científica de los vegetales.[2]